# Glossaire d'Endlicher
Le glossaire gallo-latin d’Endlicher, se compose de dix-huit lignes de termes gaulois, suivis de leur traduction latine. Il existe sept copies de ce glossaire : la plus ancienne date du VIIIe siècle. Il est appelé aussi glossaire de Vienne du nom de la ville où le premier manuscrit a été retrouvé et où il est aujourd'hui conservé, à la Bibliothèque nationale autrichienne (MS 89 fol. 189v).
Les gloses ont été extraites d’un seul et unique texte, aujourd’hui perdu. Ces gloses retracent l’histoire de deux peuples : les Armoricains (gaulois, Aremorici ; latin, antemarini) et les Arvernes (gaulois, Arevernus ; latin, ante obsta).

## Compléments